# Mesene pyrrha
Mesene pyrrha är en fjärilsart som beskrevs av Bates 1868. Mesene pyrrha ingår i släktet Mesene och familjen Riodinidae. Inga underarter finns listade i Catalogue of Life.